# Jean-Michel Iribarren
Pour les articles homonymes, voir Iribarren.
Jean-Michel Iribarren, né à Dax dans les Landes le 13 février 1958, est un écrivain français vivant aujourd’hui à Madrid. Il est notamment l’auteur de L'Insecte, récit dans lequel il fait parler le virus du sida et dénonce le silence qui a entouré la mort des homosexuels au début de l’épidémie.

## Œuvres
Récits
- L'Insecte, éditions du Seuil, collection Solo dirigée par René de Ceccatty (2000)[1]

Poèmes
- Parce qu'eux, éditions Saint-Germain-des-Près (1989)

Filmographie
- acteur dans le moyen métrage de Jean-Luc Godard Puissance de la parole, (1988)[2].
- acteur dans le court métrage Artificial eyes (Fiction France 1988 34 min 16 mm Couleur Réalisation : Catherine Jouaffre)